# Phyllanthus subcrenulatus
Phyllanthus subcrenulatus är en emblikaväxtart som beskrevs av Ferdinand von Mueller. Phyllanthus subcrenulatus ingår i släktet Phyllanthus och familjen emblikaväxter. Inga underarter finns listade i Catalogue of Life.